# Connecticut
För andra betydelser, se Connecticut (olika betydelser).
Connecticut (/kəˈnɛɾɨkət/) är en amerikansk delstat i regionen New England i nordöstra USA. Delstaten gränsar till Rhode Island i öster, Massachusetts i norr och New York i väster och söder (eftersom New Yorks olika öar sprider ut sig längs hela Connecticuts kust).
Sydvästra Connecticut är en del av New Yorks storstadsregion; tre av Connecticuts åtta countyn, däribland den största delen av delstaten befolkning, ligger i New Yorks statistiska område som vanligen kallas Tri-State Region. Connecticuts befolkningscentrum ligger i Cheshire, New Haven County.
Connecticut är den 29:e folkrikaste delstaten med 3,4 miljoner invånare och är rankad 48:a efter yta vilket gör den till den fjärde mest tätbefolkade delstaten. Connecticut som kallas Constitution State och Nutmeg State, har en lång historia med anor från början av kolonialtiden och var inflytelserik i utvecklingen av den federala statsmakten.
Connecticuts första europeiska bosättare var nederländska och etablerade en liten kortvarig bosättning i dagens Hartford vid sammanflödet av Park- och Connecticutfloden, kallad Huys de Goede Hoop. Inledningsvis var halva Connecticut en del av den nederländska kolonin Nieuw-Nederland, som omfattade mycket av marken mellan Connecticut- och Delawarefloden.
De första stora bosättningarna etablerades på 1630-talet av engelsmännen. Thomas Hooker ledde en skara anhängare landvägen från Massachusetts Bay Colony och grundade vad som skulle bli Connecticut Colony; andra bosättare från Massachusetts grundade Saybrook Colony och New Haven Colony. Både Connecticut och New Haven Colony upprättade författningen Fundamental Orders som anses vara den första konstitutionen i Nordamerika. År 1662 slogs de tre kolonierna samman under ett kungligt privilegium (Royal Charter), vilket gjorde Connecticut till en kronkoloni. Denna koloni var en av de tretton kolonierna som revolterade mot det brittiska styret under den amerikanska revolutionen.
Connecticut har ett tempererat klimat på grund av sin långa kustlinje på Long Island Sound. Detta har gett delstaten en stark maritim tradition. Dagens Connecticut är också känt för sitt välstånd. På 1700- och 1800-talet hade Connecticut god tillgång till råvaror som bidragit till att utveckla en stark tillverkningsindustri samtidigt som finansiella organisationer blomstrade: först försäkringsbolag i Hartford sen hedgefonder i Fairfield County. Detta välstånd har bidragit att Connecticut har högst inkomst per capita, Human Development Index och medelhushållsinkomst i landet.

## Historia
När européer först koloniserade Connecticut var området befolkat av indianer av främst mohikan- (mohegan-) och pequotstammarna. Hartford vid Connecticutfloden anlades som handelsplats och stödjepunkt under namnet Huys de Hoop ('Hoppets hus') av Nederländska Västindiska Kompaniet på 1620-talet. År 1633 etablerade sig engelskspråkiga puritaner i det närbelägna Windsor. Snart dominerades Hartfordområdet av engelskspråkiga kolonister, varför holländarna drog sig tillbaka. År 1638 grundades New Haven-kolonin vid Long Island Sound. En författning för Connecticut, The Fundamental Orders, antogs den 14 januari 1639. New Haven-kolonin förblev dock en separat koloni till 1662, då kung Karl II utfärdade en ny, mycket frihetlig författning för hela Connecticut: Charter of the Colony of Connecticut. Enligt legenden försvarade kolonisterna sin författning då engelsmännen ville återkalla den genom att gömma den i en ek i Hartford, den berömda Charter Oak, som dock inte längre finns kvar.
Kolonisationsperioden präglades delvis av blodiga krig med urbefolkningen, vilket har lett till att endast spillror återstår av denna. Idag är kasinoverksamhet en viktig inkomstkälla på indianterritorierna: Foxwoods Casino som drivs av pequotindianer och Mohegan Sun som drivs av moheganindianer. En del av intäkterna används till att skildra dessa folks historia.
Connecticut var en av de tretton kolonier som bröt sig loss från England och bildade Förenta staterna. Kolonin deltog aktivt i det nordamerikanska frihetskriget.
Connecticut industrialiserades tidigt och drog under 1800- och 1900-talen till sig invandrare från bland annat Italien, Polen, Ryssland och Tyskland. Åtskilliga svenskar har också genom tiderna slagit sig ned i staten. År 1940 fanns 14 532 invånare i Connecticut som var födda i Sverige.

## Geografi och klimat

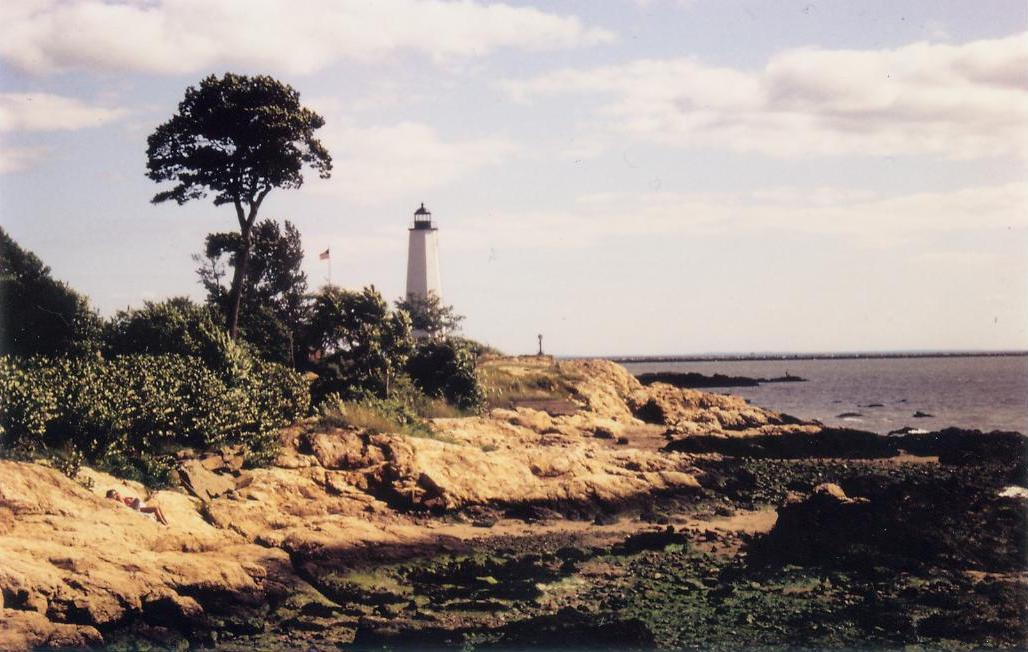
Motiv från Long Island Sound vid New Haven.

Connecticut gränsar i norr till Massachusetts, i öster till Rhode Island, i söder till Long Island-sundet och i väster till New York. Staten genomkorsas av skogklädda bergsryggar och floddalar från norr till söder. De största floderna är Connecticutfloden, Housatonic och Thames (uttalas med inledande 'þ').
Djurlivet i Connecticut är rikt och varierat, med däggdjur som  svartbjörn, rödlo, tvättbjörn, skunk, grå ekorre och jordekorre. Vanligt förekommande fåglar är exempelvis vildkalkon, blå häger, kalkonkondor, rödstjärtad vråk (Red-tailed Hawk) (Buteo jamaicensis), blåskrika och kardinal.
Klimatet är varmt på somrarna – Hartford ligger på samma breddgrad som Roms flygplats Fiumicino – och möjliggör kommersiell odling av såväl persikor som vin (det sistnämnda främst vid Long Island-sundet). I inlandet har klimatet kontinental prägel, med stora kontraster mellan sommar och vinter. De långa och milda höstarna med hög och klar luft och praktfulla höstfärger anses av många vara den bästa tiden att besöka Connecticut.

## Näringsliv och kommunikationer
Connecticut är i hög grad en industristat. Till de många betydande företag som har sitt säte i Connecticut hör flygplansmotortillverkaren Pratt & Whitney, helikoptertillverkaren Sikorsky och hisstillverkaren Otis Elevator Company. Det multinationella jätteföretaget General Electric har sitt högkvarter i Fairfield, batteritillverkaren Duracell i Bethel och kontorsmaskintillverkaren Xerox i Stamford.
Vapenindustrin har stark tradition i staten med företag som Colt's Manufacturing Company och det numera nedlagda Winchester Repeating Arms Company. Inom livsmedelsindustrin märks bland andra Pepperidge Farm i Norwalk. Snabbmatskedjan Subway har sitt ursprung i Bridgeport. Hartford kallas ibland USA:s försäkringshuvudstad på grund av de många försäkringsbolag som har sina huvudkontor i staden och dess närhet.
Genom Connecticut löper flera motorvägar i Interstate-systemet. New Haven och kusten väster därom är förbunden med New York genom Metro-North Railroad. Även Amtrak ombesörjer tågförbindelser till och från Connecticut. Från Bridgeport går färjetrafik över Long Island-sundet till Port Jefferson på Long Island och från New London går färja till Orient Point på Long Island.

## Större städer
De största tio städerna i Connecticut (2010).
- Bridgeport - 144 229 invånare
- New Haven - 129 779
- Hartford - 124 775
- Stamford - 122 643
- Waterbury - 110 366
- Norwalk - 85 603
- Danbury - 80 893
- New Britain - 73 206
- Meriden - 60 868
- Bristol - 60 477

## Utbildning
Skol- och universitetsväsendet är framstående i Connecticut. Det mest kända universitetet är Yale University i New Haven. Andra betydande lärosäten är Wesleyan University i Middletown, statsuniversitetet University of Connecticut (UConn) med huvudcampus i Storrs, Trinity College i Hartford och University of Hartford i West Hartford.

## Kända personer födda i Connecticut
- Dean Acheson, politiker
- P T Barnum, showman
- Ernest Borgnine, skådespelare
- John Brown, abolitionist
- Gary Burghoff, skådespelare, Radar i M*A*S*H (TV-serie)
- George W. Bush, president nummer 43 (född i New Haven men uppväxt i Texas)
- Al Capp, serietecknare
- Vincent Cusano, ex-gitarrist i hårdrocksbandet KISS
- John F. Enders, nobelpristagare i medicin 1954
- John Mayer, musiker
- Charles Goodyear, uppfinnare
- Dorothy Hamill, konståkare
- Katharine Hepburn, skådespelare
- Joseph (Joe) Lieberman, medlem av USA:s senat
- Seth MacFarlane, skapare av serien Family Guy
- Robert Mitchum, skådespelare
- Ralph Nader, miljöaktivist
- Frederick Law Olmsted, arkitekt som bland annat designat Central Park
- Gene Pitney, musiker och kompositör
- Meg Ryan, skådespelerska
- Benjamin Spock, barnpsykolog
- Harriet Beecher Stowe, författare
- Noah Webster, lexikograf, skolboksförfattare och stavningsreformator